# Петровских, Виктор Романович
Виктор Романович Петровских (8 ноября 1939, Митькина, Челябинская область — 27 декабря 1990, Курган) — советский педагог, директор Краснозвездинской средней общеобразовательной школе имени Г.М. Ефремова (Шадринский район Курганской области). Народный учитель СССР (1987).

## Биография
Виктор Романович Петровских родился 8 ноября 1939 года в деревне Митькиной (Малый Касаргуль) Большекасаргульского сельсовета Катайского района Челябинской области, ныне деревня Митькина входит в Катайский муниципальный округ Курганской области. В семье было шестеро детей: пять сыновей и дочь. Отец, Роман Иванович (1913 — март 1945), работал директором маслозавода, погиб на фронте. Мать, Евдокия Максимовна, была рабочей в сельском потребительском обществе. 
В 9 лет поступил в Петропавловскую школу, по окончании которой в 1958 году начал работать в колхозе, несколько позже стал учеником киномеханика.
В 1964 году поступил и в 1968 году окончил физико-математический факультет Шадринского педагогического института по специальности «Физика».
По окончании института работал учителем, с 1969 года — директором Погадайской средней школы Погадайского сельсовета Шадринского района. В 1970 году, при активном участии директора совхоза «Красная Звезда» Героя Социалистического Труда Григория Михайловича Ефремова и существенных материальных затрат со стороны совхоза школа переехала в новое типовое здание на 536 мест в центральной усадьбе совхоза, в селе Красная Звезда. 29 февраля 1973 года Погадайский сельсовет переименован в Краснозвездинский сельсовет.
В 1971 году вступил в КПСС.
Используя идеи Виктора Фёдоровича Шаталова об опорных сигналах, В. Р. Петровских создал свои опорные конспекты по физике, предложил технологию изготовления их для работы в классе. Особое место на его уроках занимал демонстрационный эксперимент, помогающий учителю доступно, живо излагать материал, доносить его до каждого ученика.
С 1972 по 1992 годы по инициативе директора при школе работала многопрофильная ученическая производственная бригада круглогодичного цикла. Основным в деятельности бригады было выращивание поросят. Работали полеводческое, овощеводческое звенья и звено механизаторов. По состоянию учебно-материальной базы и организации трудового воспитания Краснозвездинская школа вошла в число лучших в РСФСР. Школьная ученическая бригада была участником ВДНХ СССР и была награждена Почётной грамотой Министерства сельского хозяйства СССР. В подарок школа получила автобус. Опыт работы Краснозвездинской школы был одобрен Министерством просвещения РСФСР. 
Избирался заместителем председателя исполкома Краснозвездинского сельсовета, членом совета трудового коллектива совхоза «Красная Звезда», членом парткома совхоза, членом горкома и райкома КПСС. 
В 1988 году избран делегатом Всесоюзного съезда учителей в Москве. 
В 1990 году избран депутатом Курганского областного Совета народных депутатов.
Виктор Романович Петровских попал в автомобильную катастрофу и умер через 2-е суток 27 декабря 1990 года в больнице в городе Кургане Курганской области. Похоронен на кладбище села Красная Звезда Краснозвездинского сельсовета Шадринского района Курганской области, ныне село входит в Шадринский муниципальный округ той же области.

## Звания и награды
- Народный учитель СССР, 18 июня 1987 года
- Медаль «Ветеран труда», 1984 год
- Заслуженный учитель школы РСФСР, 1983 год
- Значок «Отличник народного просвещения РСФСР», 1977 год[6]
- Знак «Ударник девятой пятилетки», 1975 год
- Знак «Ударник десятой пятилетки», 1980 год
- Знак «Победитель социалистического соревнования», с 1973 по 1978 год
- Золотая медаль ВДНХ, 1982 год, за работу ученической производственной бригады
- Серебряная медаль ВДНХ, 1978 год, за работу ученической производственной бригады
- Занесён в Книгу Почёта Шадринского района, 1981 год
- Лауреат премии имени Г.М. Ефремова за победу в социалистическом соревновании по итогам за 1990 год, 1991 год, посмертно

## Память
- Именем педагога названа улица в селе Красная Звезда.
- 1 сентября 1991 года в Краснозвездинской средней общеобразовательной школе им. Г. М. Ефремова открыт музей народного учителя СССР В. Р. Петровских, 4 ноября 1991 года учреждена премия его имени, которая вручается отличникам учёбы по итогам учебного года[7].
- Шадринское районное управление образования с 1994 года ежегодно проводит конкурс имени народного учителя СССР В. Р. Петровских среди руководителей школ района с вручением премии имени В. Р. Петровских «За достижения в развитии творческой инициативы и новаторства, распространения передового опыта и повышение престижа учительского труда»[8].
- 8 ноября 2019 года состоялось открытие мемориальной доски на доме, где жил В. Р. Петровских. На торжественной церемонии присутствовала семья Виктора Романовича[9].
- 1 ноября 2019 в Шадринском государственном педагогическом университете прошли областные педагогические чтения, приуроченные к 80-летнему юбилею со дня рождения В. Р. Петровских[10].

## Семья
- Жена Тамара Александровна, учитель немецкого языка, поженились 10 июня 1961 года. Трое детей[11]:
  - Дочь Лариса (род. 1962). Замужем, живёт в Челябинской области. Двое детей: Мария и Иван, есть внуки.
  - Сын Роман (род. 1969). Женат. Живёт в Екатеринбурге. Трое детей: Анна, Екатерина, Виктор.
  - Дочь Татьяна (род. 1973). Замужем. Живёт в городе Екатеринбург. Сын Глеб.